# Кшиштоф Швідерек
Кшиштоф Збігнев Швідерек (пол. Krzysztof Zbigniew Świderek) (15 березня 1962, Сицув) — польський дипломат. Генеральний консул Республіки Польща у Вінниці (2010—2015). Доктор технічних наук (1992).

## Життєпис
Народився 15 березня 1962 року у місті Сицув. У 1986 році отримав ступінь магістра інженерних наук. У 1992 закінчив докторантуру в університеті будівництва та архітектури в Харкові.
У 1986 році він почав працювати в провінційному відомстві в Калиші. Він також обіймав посаду директора в комерційній та рекламній компанії. Він вступив до Міністерства закордонних справ у 1998 році, спочатку як перший секретар посольства Польщі в Алматі, Казахстан. Згодом як керівник консульського відділу посольства Польщі в Києві. У 2001—2003 роках був генеральним консулом. Одночасно керував будівництвом консульства в Одесі. Після повернення до Польщі працював у відділенні консульської та польської діаспори. У 2005 році він став керівником консульського управління Посольства Республіки Польща в Мінську. У 2009 році йому було доручено організувати роботу новоствореного Генерального консульства у Вінниці. У 2001 році він організував перший в Україні польський центр при державному університеті в Черкасах. Ще один запуск у Києві, Бердичів та у 2014 році у Польському центрі Ігнація Падеревського у Вінниці.
З 22 лютого 2010 по липень 2015 рр. — Генеральний консул Республіки Польща у Вінниці (Україна).
Після повернення до Варшави у 2015—2017 рр. — працював у відділі співпраці з польською діаспорою та поляками в Україні, Білорусі та РФ.
З 2017 по 2025 рр. — генеральний консул в Іркутську.

## Нагороди та відзнаки
- Срібний хрест заслуги (2022 р.)